# 고을나
고을나(髙乙那, ? ~ ?)는 상고 시대의 부족국가(部族國家) 탐라와 제주 고씨의 전설적인 시조이다.
《고려사》 지리지 탐라현조에 인용된 《고기(古記)》에 따르면, 태초에 제주도에는 사람이 없었는데, 어느날 한라산 북쪽 기슭 모흥혈(毛興穴)에서 3인의 신인이 솟아올라왔다. 첫째가 양을나(良乙那), 둘째가 고을나(高乙那), 셋째가 부을나(夫乙那)였다.

## 같이 보기
- 민왕
- 담왕
- 지운왕